# Can Llong (masia)
Can Llong és una masia de Sabadell (Vallès Occidental) inclosa a l'Inventari del Patrimoni Arquitectònic de Catalunya.

## Descripció
Masia d'estructura complexa, formada per diverses construccions amb cobertes a una i dues vessants. El cos principal, de planta i un pis, mostra obertures de tipologia diversa. L'accés es realitza per una porta d'arc de mig punt de maó. El conjunt és unit per una tanca perimetral, amb porta metàl·lica entre pilars situada a la banda de migdia, que s'obre a un pati davant la façana d'accés. A la part superior del pilar esquerre hi ha una inscripció del 1649 amb el nom de Joan Llonch.

## Història
Sembla que l'origen de la masia de Can Llonch es pot situar en els segles XV-XVI. És documentada diverses vegades durant els segles XVII-XVIII. Sector afectat per un projecte d'urbanització, Zona Residencial Can Llonch. (Datació per font)